# Oratorio dei Bianchi (Rapallo)
L'oratorio dei Bianchi o della Santissima Trinità è un luogo di culto cattolico situato nel comune di Rapallo, in vico della Rosa,  nella città metropolitana di Genova. Il complesso è sede della locale confraternita dei Disciplinanti detta "dei Bianchi".

## Storia

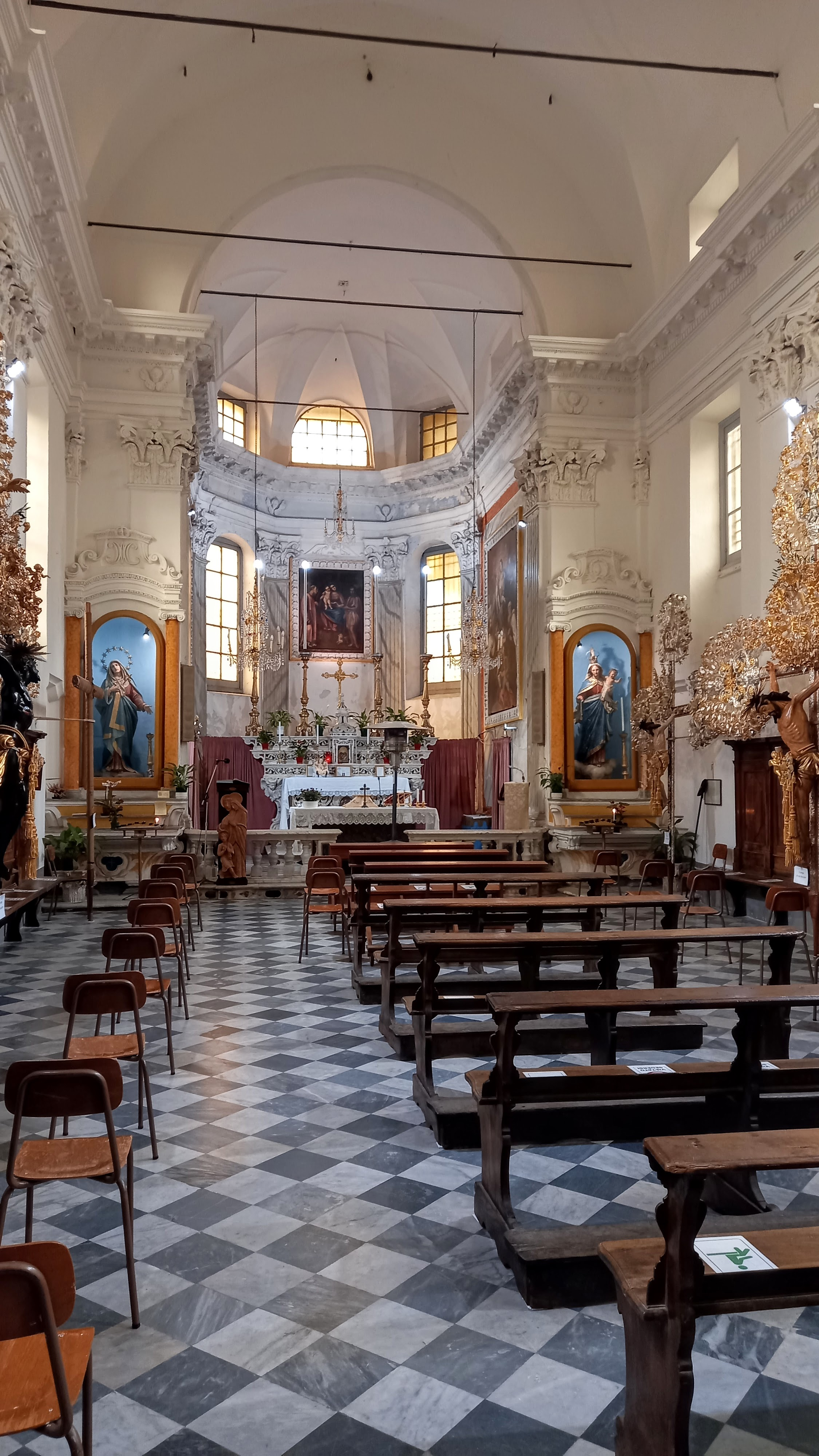
La navata

Costruito nella seconda metà del XV secolo l'oratorio della Santissima Trinità, originariamente dedicato alla Vergine Maria, è situato nel centro storico rapallese, in prossimità dell'antica pieve di Santo Stefano e l'odierno palazzo del municipio.
A partire da questo secolo divenne sede della locale confraternita dei Disciplinanti, costituita precedentemente nei locali della vicina pieve, e che assunse la denominazione "dei Bianchi" per il colore delle caratteristiche casacche; ancora oggi una lapide in marmo, posta al di fuori dell'oratorio nella facciata, ritrae in bassorilievo due confratelli incappucciati e con in mano il flagello.

## Descrizione
La struttura si presenta ad unica navata, dotato di un piccolo campanile e in tempi antichi presentava un collegamento con il vicino ospedale di Sant'Antonio, quest'ultimo sede odierna del municipio, dove i confratelli potevano recarsi al dormitorio.
Tra le opere scultoree conservate vi è una statua lignea del Quattrocento, di origine artistica pisana, raffigurante la Madonna col Bambino; dello scultore Anton Maria Maragliano è la statua in legno di San Sebastiano, risalente al 1700 con il documento del 3 maggio che ne conferma la commissione allo scultore genovese per la somma di 400 lire genovesi, mentre dello scultore rapallese Antonio Canepa è la statua lignea dell'Addolorata eseguita nel 1908.
Di pregio gli antichi crocifissi portati in processione durante le festività patronali di Nostra Signora di Montallegro e l'organo a canne in cassa barocca del 1779 e attribuita all'organaro sammargheritese Tommaso II di Roccatagliata. Gli stalli del XVI secolo del coro ligneo furono portati nell'oratorio dall'abbazia della Cervara di Santa Margherita Ligure.

## La confraternita

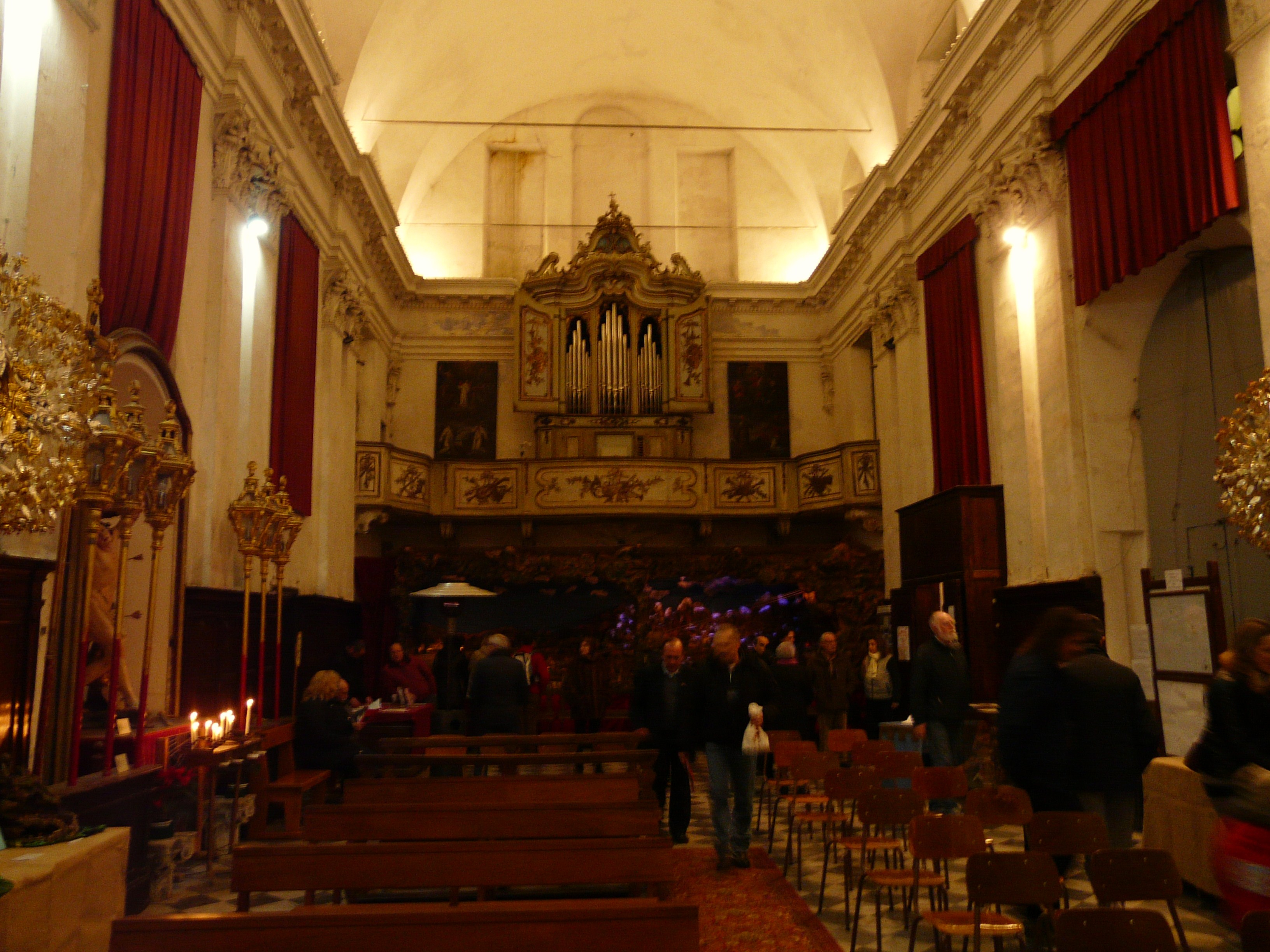
L'interno dell'oratorio

La nascita della confraternita dei Disciplinanti avvenne nel 1250, in contemporanea al diffondersi del culto religioso, soprattutto degli ordini domenicani e francescani nel borgo rapallese e nelle altre località del comprensorio. Originariamente l'ordine nacque sotto il titolo di confraternita di Santa Maria e Santo Stefano.
Parte viva e attiva nella società rapallese, tanti furono infatti i servizi prestati dai confratelli e le donazioni testamentarie verso l'oratorio e la sua confraternita, ebbe maggiore importanza con i nuovi statuti e regolamenti approvati dal cardinale Stefano Durazzo, arcivescovo di Genova, del 2 agosto 1655 e ancora con l'aggregazione, dal 2 settembre 1647, all'Arciconfraternita di Santa Lucia del Gonfalone di Roma.